# Габбан
Габбан (араб. مديرية حبان) — мудірія у мугафазі Шабва, Ємен.

## Географія
Розташована у мугафазі Шабва, за 75 км на північ від узбережжя Аденської затоки Індійського океану, та за 300 км на схід від столиці країни міста Сани.

## Клімат
Клімат тропічний пустельний та напівпустельний.
| Кліматограма мудірійї Габбан                                                          | Кліматограма мудірійї Габбан | Кліматограма мудірійї Габбан | Кліматограма мудірійї Габбан | Кліматограма мудірійї Габбан | Кліматограма мудірійї Габбан | Кліматограма мудірійї Габбан | Кліматограма мудірійї Габбан | Кліматограма мудірійї Габбан | Кліматограма мудірійї Габбан | Кліматограма мудірійї Габбан | Кліматограма мудірійї Габбан |
| ------------------------------------------------------------------------------------- | ---------------------------- | ---------------------------- | ---------------------------- | ---------------------------- | ---------------------------- | ---------------------------- | ---------------------------- | ---------------------------- | ---------------------------- | ---------------------------- | ---------------------------- |
| С                                                                                     | Л                            | Б                            | К                            | Т                            | Ч                            | Л                            | С                            | В                            | Ж                            | Л                            | Г                            |
| 4 29 15                                                                               | 2 31 17                      | 14 35 19                     | 7 39 21                      | 17 40 24                     | 13 37 24                     | 56 35 22                     | 49 35 22                     | 20 38 23                     | 17 38 22                     | 3 34 17                      | 3 30 16                      |
| Середня макс. і мін. температури повітря (°C) Атмосферні опади (мм), за рік : 205 мм. |                              |                              |                              |                              |                              |                              |                              |                              |                              |                              |                              |

## Населення
Станом на 2017 рік у мудірійї Габбан мешкало 40 315 осіб, у 2004 році — 29 846 осіб.

## Габбанські євреї[en]
Габбан був батьківщиною великого клану єменських євреїв, які розмовляли єврейсько-єменським діалектом.
Габбанські євреї вирізнялися войовничістю, тому їх наймали в особисту охорону арабських правителів. Так габбанські євреї були охоронцями йорданського короля Абдалли I.
У 1950 році габбанські євреї репатріювалися в Ізраїль.